# Stig Bergqvist
Pour les articles homonymes, voir Bergqvist.
Stig Bergqvist est un réalisateur et producteur de cinéma suédois né le 28 avril 1962 à Stockholm (Suède).

## Filmographie

### comme réalisateur
- 1985 : Dagen bräcks
- 1988 : Snoppen
- 1989 : Exit
- 1993 : Revolver
- 1998 : Otto
- 2000 : Les Razmoket à Paris, le film (Rugrats in Paris: The Movie - Rugrats II)
- 2003 : Kaptein Sabeltann

### comme producteur
- 1989 : Exit